# 2-Hexanon
2-Hexanon oder auch Butylmethylketon ist eine farblose Flüssigkeit aus der Gruppe der Ketone.

## Vorkommen

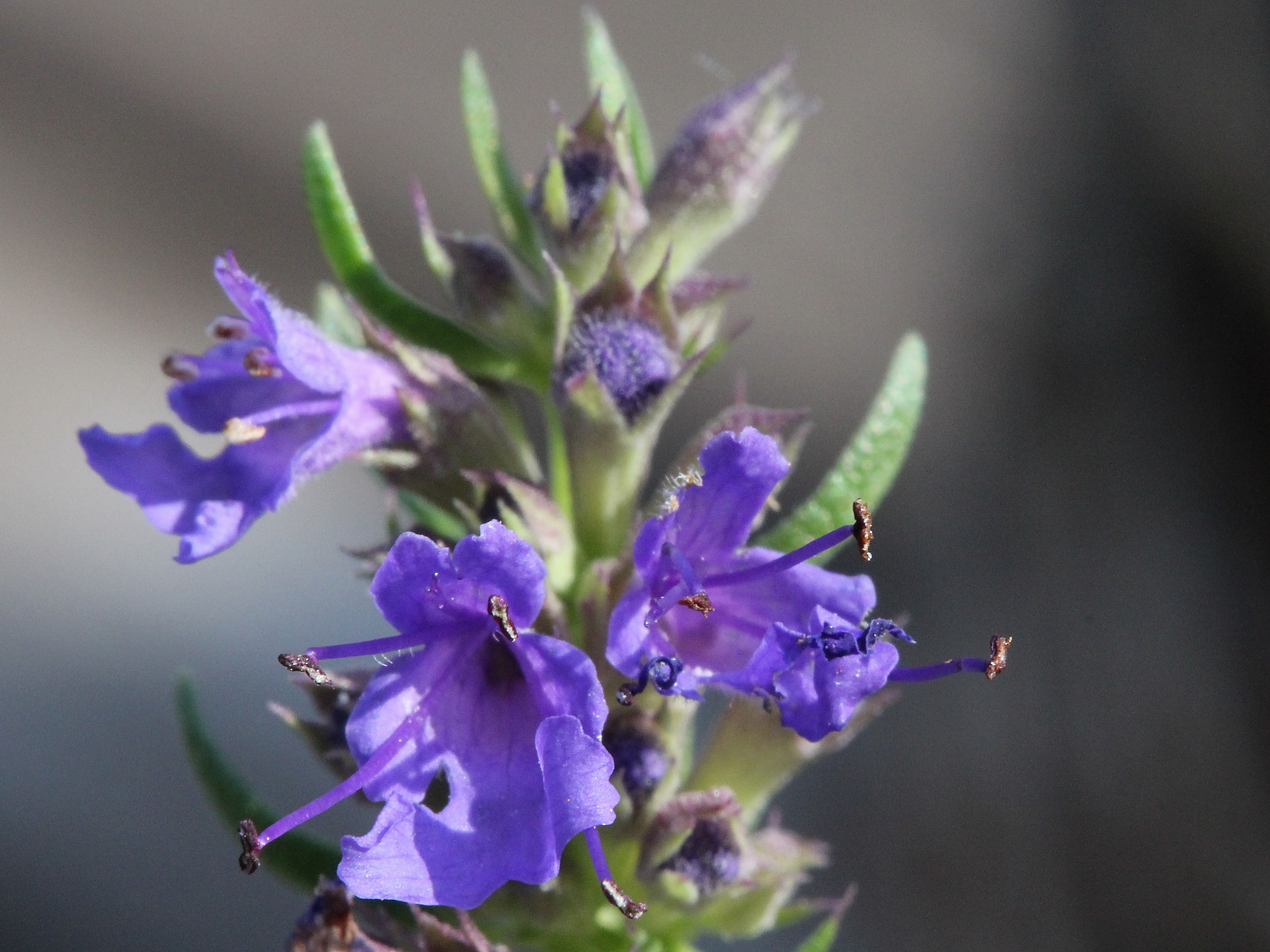
Ysop enthält natürlicherweise 2-Hexanon

Natürlich kommt 2-Hexanon in Ysop, Spanischem Pfeffer und Pelargonium graveolens vor.

## Herstellung
2-Hexanon kann im Labormaßstab durch Hydratisierung von 1-Hexin hergestellt werden:
Durch Oxidation von 2-Hexanol entsteht ebenfalls 2-Hexanon:
Eine weitere Synthese ist durch eine Grignard-Reaktion mit Acetonitril und Butylmagnesiumbromid möglich:

## Eigenschaften
2-Hexanon bildet leicht entzündliche Dampf-Luft-Gemische. Die Verbindung hat einen Flammpunkt von 23 °C. Der Explosionsbereich liegt zwischen 1,2 Vol.‑% (50 g/m3) als untere Explosionsgrenze (UEG) und 9,4 Vol.‑% als obere Explosionsgrenze (OEG).) Hier ergibt sich ein oberer Explosionspunkt von 51 °C. Die Grenzspaltweite wurde mit 0,98 mm bestimmt. Es resultiert damit eine Zuordnung in die Explosionsgruppe IIA. Die Zündtemperatur beträgt 420 °C. Der Stoff fällt somit in die Temperaturklasse T2.

## Verwendung
2-Hexanon wird als Lösungsmittel für Farbstoffe verwendet.